# Tripura
Tripura (hindi त्रिपुरा, trb.: Tripura, trl.: Tripurā; bengalski ত্রিপুরা; ang. Tripura) – jeden ze stanów Indii, położony w ich północno-wschodniej części. Stolicą stanu, a zarazem największym miastem jest Agartala. Stan został utworzony 21 stycznia 1972 roku. 

## Podział administracyjny
Stan Tripura dzieli się na następujące okręgi:

1. Dhalai
2. Tripura Południowa
3. Tripura Wschodnia
4. Tripura Zachodnia